# Dormi amore, la situazione non è buona
Dormi amore, la situazione non è buona (укр. «Спи, кохана, ситуація кепська») — студійний альбом італійського співака та кіноактора Адріано Челентано, випущений 23 листопада 2007 року лейблом Clan Celentano.
Альбом Челентано записав і випустив незадовго до свого сімдесятирічного ювілею. Диск є його п'ятою і останньою спільною роботою з композитором Джанні Беллою і поетом-піснярем Джуліо Моголом. Вони співпрацювали з 1999 року, з моменту виходу альбому «Io non so parlar d'amore».
На диску присутні композиції, складені й іншими авторами — так, одну з пісень написав співак Неффа. У створенні альбому взяли участь відомі музиканти: для запису «Hai bucato la mia vita» Челентано запросив піаніста і композитора Людовіко Ейнауді, а для запису композиції «Anna Magnani» — саксофоніста Стефано Ді Баттісту і його квартет. Також над альбомом працював американський сесійний барабанщик Вінні Колайута.
31 жовтня 2007 року в газеті «Corriere della Sera» з'явилася стаття, присвячена виходу першого синглу з альбому, «Hai bucato la mia vita». Він вийшов 1 листопада 2007 року. Крім цієї композиції ще три пісні були випущені окремо як цифрові сингли — «Dormi amore», «Aria… non sei più tu» і «Fiori». До пісні «Fiori» знято відеокліп.

## Музика і тематика пісень
Основна тематика композицій — любов, соціальні проблеми і ностальгія. У своєму інтерв'ю виданню «La Repubblica» Челентано так характеризував свою роботу:
«Основний посил альбому — "ситуація кепська". Людству загрожує серйозна небезпека — світ переживає момент тотального байдужості, це відбувається з вини уряду і телебачення, яке дає неправильну інформацію»
Музика альбому представлена такими музичними напрямками, як симфонічний рок, румба, італійський шансон, блюз і балада. У піснях також присутні тривалі інструментальними програші (фортепіано, акордеон, саксофон, електрогітара).
Відкриває альбом сумна композиція «Hai bucato la mia vita» («Ти розбила моє життя»), яка оповідає про «любов, що закінчилася». Пісня починається м'яко, але потім поступово переходить в крещендо і стає все більш драматичною завдяки хору.
Другий трек — це композиція «Aria… non sei più tu» («Повітря … це більше не ти»), музику до якої написав композитор Даніель Вулетич, а текст — співак Джованотті. Вона є своєрідним продовженням пісні «Il ragazzo della via Gluck» 1966 року. Композиція присвячена екологічним проблемам, а також несумлінності уряду. 22 квітня 2008 року «Aria… non sei più tu» стала заголовною темою Дня Захисту Землі в Італії — на італійському телеканалі Sky періодично транслювався соціальний відеоролик про екологічні проблеми, саундтреком якого стала ця пісня.
До альбому увійшла пісня Доменіко Модуньйо «Ragazzo del sud» («Хлопець з півдня»), написана в 1972 році. Вона досить часто виконувалася Модуньйо, проте ніколи не записувалася. В одному зі своїх інтерв'ю Челентано з приводу цієї пісні сказав наступне:
Я просто не могла повірити в те, що сам Челентано попросив мене написати для нього пісню! Для мене це було так само вражаюче, як якщо б до мене у вікно постукав Пітер Пен і запропонував полетіти в казку. Ця людина — легенда, що постукала у мої двері— Кармен Консолі ділиться своїми спогадами про співпрацю з Челентано
«Тридцять п'ять років тому Модуньйо написав і співав:
„На вулицях Турина: Поліція і злочинці.
Усі однієї породи,
Всі вони діти потреби,
Безнадійного півдня,
Сонця, моря і поезії,
Або бандити на дорозі,
Або новобранці в поліції“
Оригінальний текст (італ.)
Per le strade di Torino 

polizia e malviventi 

sono tutti di una razza 

sono figli degli stenti 

meridione disperato 

sole, mare e poesia 

o banditi per le strade 

o arruolati in polizia!
Про що це говорить? Про те, що нічого не змінюється, що ми не рухаємося вперед. Що нового в тому, що люди звикли до насильства? Для тридцяти убитих в Багдаді це вже давно не новина»— Челентано
Альбом також містить композицію, присвячену знаменитій акторці Анні Маньяні. В її записі взяв участь саксофонний квартет Стефано Ді Баттісти. Музику до цієї пісні написала популярна співачка Кармен Консолі.
Останній трек альбому, «Extra», не є самостійною піснею, а являє собою попурі з деяких фрагментів попередніх композицій. Подібним чином закінчувалися і деякі попередні альбоми співака — наприклад, «Soli» і «Esco di rado e parlo ancora meno».

## Телебачення

### «З моєю Сестрою не все гаразд»
26 листопада 2007 року на італійському телеканалі Rai 1 вийшло шоу Адріано Челентано — «La situazione di mia sorella non e buona». Програма знята в студії звукозапису, побудованій в аудиторії RAI в Мілані. У передачі інсценовано процес запису альбому, а також піднята тема атомних електростанцій і проблем, пов'язаних з цією галуззю енергетики. Назва передачі — «З моєї Сестрою не все гаразд» — є цитатою з пісні «La situazione non è buona», де під «Сестрою» мається на увазі планета Земля, по аналогії зі знаменитим «Гімном творінь» («Cantico delle Creature») Святого Франциска. В рамках цього шоу Челентано заспівав чотири пісні з нового альбому. У програмі взяли участь такі знаменитості, як журналіст Фабіо Фаціо, співачка Кармен Консолі, Джанні Белла, Могол, акторка Лаура К'ятті, співак Франческо Трікаріко, піаніст Людовико Ейнауді і саксофоніст Стефано Ді Баттіста.
Рейтинг програми був досить високий — її подивилося 11 мільйонів чоловік із середньою часткою 39,01 %.

### «Fiori»
У 2008 році до пісні «Fiori» («Квіти») під режисурою Асканіо Малгаріні знято мультиплікаційний відеокліп. Сюжет кліпу розповідав про втечу з Землі на Місяць інопланетянина, який забрав з собою квітку, яка якимось чином виросла із землі — висохлої і зруйнованої. Реальні сцени кліпу, зняті в місті Пентедаттіло, в провінції Реджо-Калабрія, покинутому після руйнівного землетрусу 1783 року, з'єднані з комп'ютерними сценами.
Кліп вийшов 30 травня, напередодні випуску нової книги газетою «Corriere della Sera» у співпраці зі студією «Clan Celentano», яка присвячена випуску цього альбому. Це перший кліп Челентано, в якому використана 3D-графіка.

## Реакція критики
В результаті участі у створенні альбому як нових авторів, так і колишніх творчих партнерів Челентано, диск дуже тепло зустріли публіка і професійні критики. Більшість оглядачів відмітила, що альбом, безумовно, вийшов одним з найбільш «мінорних» в кар'єрі співака. Крім цього, були дуже високо оцінені вокал Челентано, тематика текстів пісень, приємні гармонійні оберти і якість аранжувань. Багатьма критиками відзначено вдале поєднання голосу з текстами Моголу і мелодіями Джанні Белли. Російський музичний оглядач Борис Барабанов теж дав позитивну оцінку, відзначивши:
«Адріано Челентано випустив новий альбом з піснями, складеними його традиційними партнерами — авторським дуетом "Могол-Джанні Белла". Якщо потрібен приклад ідеального поєднання співака і його компаньйонів-авторів, то ця бригада — чи не перше, що спадає на думку. Без п'яти хвилин сімдесятирічний Челентано давно не співає бойовиків на кшталт „24.000 baci“ або диско в дусі „Amore no“, в його житті — час балад, час підбиття підсумків і формулювання невтішних висновків. Пісні, які складають йому Белла і Могол, підходять для цього часу якнайкраще. З роками тріо стає тільки міцніше»
Оригінальний текст (рос.)
«Адриано Челентано выпустил новый альбом с песнями, сочинёнными его традиционными партнёрами — авторским дуэтом „Могол-Джанни Белла“. Если нужен пример идеального сочетания певца и его компаньонов-авторов, то эта бригада — едва ли не первое, что приходит в голову. Без пяти минут семидесятилетний Челентано давно не поёт боевиков вроде „24.000 baci“ или диско в духе „Amore no“, в его жизни — время баллад, время подведения итогов и формулирования неутешительных выводов. Песни, которые сочиняют ему Белла и Могол, подходят для этого времени как нельзя лучше. С годами трио становится только крепче»
Ще один російський критик Олександр Арляпов підкреслив різноманітність музичних напрямків, присутніх в альбомі:
«"Не вставай, кохана, наша справа кепська", — приблизно так назвав Челентано свій новий мізантропічний діамант. І в одній тільки цій назві він вклав такий глибокий сенс, який можна і не оцінити, чи не поживши з його. Балади в альбомі представлені на будь-який смак. Тут тобі і присмачена акордеоном вейтсівська хрипота в „Aria… non sei più tu“, і задушевний відчутий підсумковий хіт „Hai bucato la mia vita“, і зворушливий триб'ют Анні Маньяні, і свята простота „Ragazzo del sud“ [...] Однак найсильніше враження справляє „La situazione non è buona“, написана Франческо Трікаріко і повна втомленої образи на весь світ. Потрібно бути дуже старим, дуже мудрим і дуже хорошим поп-артистом, щоб з такою пронизливою силою співати: "У політиці ситуація не краща, в економіці ситуація не краща, і з моєю любов'ю теж не все добре"»Оригінальний текст (рос.)
«"Не вставай, любимая, наше дело дрянь", — примерно так озаглавил Челентано свой новый мизантропический бриллиант. И в одно только это название он вложил такой глубокий смысл, который можно и не оценить, не пожив с его.Баллады на альбоме представлены на любой вкус. Тут тебе и сдобренная аккордеоном уэйтсовская хрипотца в „Aria… non se piu tu“, и задушевный прочувствованный итоговый хит „Hai bucato la mia vita“, и трогательный трибьют Анне Маньяни, и святая простота „Ragazzo del sud“ […] Однако самое сильное впечатление производит „La situazione non è buona“, написанная Франческо Трикарико и полная усталой обиды на весь мир. Нужно быть очень старым, очень мудрым и очень хорошим поп-артистом, чтобы с такой пронзительной мощью петь: "В политике ситуация не лучшая, в экономике ситуация не лучшая, и с моей любовью тоже не всё хорошо"»

## Комерційний успіх альбому
Альбом посідав 2 позицію в італійському чарті протягом 2007/08 років. В Італії продано близько 320 тисяч примірників альбому. Через один день після появи альбому на сайті iTunes, диск протягом місяця входив до топ-5 найбільшого музичного інтернет-магазину. Через два місяці після виходу альбом став платиновим. Також диск пробув дев'ять тижнів у чарті «European Top 100 Albums». У 2008 році альбом номінований на російську премію «Рекордъ» в категорії «Альбом легенди (зарубіжні виконавці)». У травні того ж року диск посів друге місце у рейтингу «Десять найбільш продаваних CD» в категорії «Поп-музика» за версією газети «Легіонер Weekly».

## Комплектація і оформлення
До альбому увійшло десять нових композицій і один бонус-трек. «Dormi amore, la situazione non è buona» виданий в трьох варіантах: звичайний CD, CD-діджіпак і LP. До офіційного видання альбому додавався буклет, що містив фотографії, список авторів альбому і учасників запису, а також тексти пісень. Також вийшла версія диску, до якої додавалася нова книга, випущена газетою «Corriere della Sera», присвячена альбому.
Агресивна і войовнича обкладинка альбому є різким контрастом спокійним і мелодійним композиціям — на ній Челентано зображений в образі боксера з напруженим обличчям, оголеним торсом, стиснутими зубами і важким поглядом. Схожим чином оформлений і весь буклет альбому — в зображеннях переважають сіро-блакитні тони. Обкладинку вигадав і намалював італійський художник Вайнер Ваккарі, який пояснив цей образ так:
«Це повернення чемпіона, який народився борцем і ніколи не перестане боротися, захищаючи те, у що він вірить»
Відповідно до твердження Ваккарі, Челентано «виходить на ринг», ніби готуючись до бою проти забруднення навколишнього середовища, економічних і політичних проблем, про що і співається в його піснях. Обкладинка створена художником в рамках серії полотен, в яких він зобразив в подібному стилі таких відомих боксерів, як Ларрі Холмс, Марвін Хаглер і Майк Тайсон. У своєму інтерв'ю художник зізнався, що був запрошений з ініціативи Клаудії Морі, але з самим Челентано він не бачився.
Челентано пояснював таку концепцію обкладинки словами:
«На обкладинці одного з дисків художник зобразив мене в образі боксера. Здається, він вгадав правильно. Боксер — це той, хто б'ється. Він приймає і завдає ударів, мріє про перемогу, а іноді зазнає поразок. І тоді, повернувшись додому з пластирем на брові, він запитує себе: а може, даремно я мріяв?»

## Трек-лист
| #     | Назва                                           | Автор слів          | Автор музики                | Тривалість |
| ----- | ----------------------------------------------- | ------------------- | --------------------------- | ---------- |
| 1.    | «Hai bucato la mia vita» (Ти життя моє розбила) | Могол               | Джанні Белла                | 4:58       |
| 2.    | «Aria… non sei più tu» (Вітер вже не той)       | Лоренцо Джованотті  | Даніель Вулетич             | 4:28       |
| 3.    | «Dormi amore» (Спи, кохання)                    | Могол               | Джанні Белла                | 5:31       |
| 4.    | «La situazione non è buona» (Ситуація не добра) | Франческо Трікаріко | Франческо Трікарико         | 5:16       |
| 5.    | «Ragazzo del sud» (Хлопець з Півдня)            | Доменіко Модуньйо   | Доменіко Модуньйо           | 5:34       |
| 6.    | «Vorrei sapere» (Бажаю знати)                   | Могол               | Джанні Белла, Розаріо Белла | 4:04       |
| 7.    | «Anna Magnani» (Анна Маньяні)                   | Вінченцо Черамі     | Кармен Консолі              | 4:08       |
| 8.    | «Fiori» (Квіти)                                 | Неффа               | Неффа                       | 3:06       |
| 9.    | «Fascino» (Чарівність)                          | Могол               | Джанні Белла                | 3:54       |
| 10.   | «I tuoi artigli» (Твої кігті)                   | Могол               | Джанні Белла                | 2:59       |
| 11.   | «Extra» (Екстра)                                |                     |                             | 4:47       |
| 48:46 |                                                 |                     |                             |            |

## Список синглів
| #  | Назва                                       | Автор                               | Тривалість |
| -- | ------------------------------------------- | ----------------------------------- | ---------- |
| 1. | «Hai bucato la mia vita» (1 листопада 2007) | Могол, Джанні Белла                 | 4:58       |
| 2. | «Dormi amore» (11 січня 2008)               | Могол, Джанні Белла                 | 5:31       |
| 3. | «Aria… non sei più tu» (травень 2008)       | Лоренцо Джованотті, Даніель Вулетич | 4:28       |
| 4. | «Fiori» (травень 2008)                      | Неффа                               | 3:06       |

## Учасники запису

### Музиканти
- Адріано Челентано — вокал (доріжки 1-11), бек-вокал (доріжки 4,6,10), продюсування.
- Антонелла Пепе — бек-вокал (доріжки 1-4, 6).
- Сільвіо Поццолі — бек-вокал (доріжки 1, 3, 4, 6).
- Лука Веллетрі, Морено Феррара — бек-вокал (доріжки 3, 4, 6).
- Лола Фегалі — бек-вокал (доріжки 4, 6).
- Людовіко Ейнауді — фортепіано (доріжка 1).
- Майкл Томпсон — гітара (доріжки 1-10).
- Массімо Варіні — гітара (доріжки 1-6, 9, 10).
- Нейл Стьюбенхаус — бас-гітара (доріжки 1, 2, 4-6, 10).
- Роберто Галлінеллі — бас-гітара (доріжки 3, 9).
- Джанні Коша — акордеон (доріжки 2, 5).
- Вінні Колайута — ударна установка (доріжки 1, 2, 4-6, 10).
- Леле Мелотті — ударна установка (доріжки 3, 9).
- Стефано Ді Баттіста — саксофон (доріжка 7).
- Марчелло Ді Леонардо — ударна установка (доріжка 7).
- Рокко Зіфареллі — гітара, мандоліна (доріжка 7).
- Даріо Россільоне — контрабас (доріжка 7).
- Ленні Кастро — перкусія (доріжка 8).
- Реггі Хамілтон — бас-гітара (доріжка 8).
- Майкл Ландау — гітара (доріжка 8).
- Алекс Алессандроні — фортепіано, клавінета (доріжка 8).
- Джон Біслей — клавішні, орган Хаммонда (доріжка 8).
- Ейб Лаборіел-молодший — Ударна установка (доріжка 8).
- Мікеле Канова — аранжування (доріжка 8).
- Челсі Валлі — фортепіано, клавішні (доріжки 1, 2, 4-6, 10), аранжування (доріжки 1, 2, 4-7, 10).
- Фіо Дзанотті — фортепіано, клавішні, аранжування синтезатор (доріжки 3, 9).

### Технічний персонал
- Клаудія Морі — головний координатор.
- Лука Біньярді — програмування.
- Піно Піскетола — зведення.
- Вайнер Ваккарі — оформлення обкладинки і буклету.

## Технічні дані
Реєстрація
- «Officine Meccaniche Recording Studios», Мілан.
- «Forum Music Village», Рим.
- «Studi Quattro 1», Рим.
- «Blues Studio», Мондзуно.
- «Henson Recording Studios», Лос-Анджелес, США.
- «Sage Studios», Лос-Анджелес, США.

Запис
- «Air Studio»/«Clan Celentano», Гальб'яте (LC).

## Чарти і сертифікації
| Країна    | Позиція |
| --------- | ------- |
| Італія    | 2       |
| Швейцарія | 21      |

| Італія  | Італія | Італія | Італія | Італія | Італія | Італія | Італія | Італія | Італія | Італія | Італія | Італія | Італія | Італія | Італія | Італія | Італія | Італія | Італія | Італія | Італія | Італія |
| Тиждень | 01     | 02     | 03     | 04     | 05     | 06     | 07     | 08     | 09     | 10     | 11     | 12     | 13     | 14     | 15     | 16     | 17     | 18     | 19     | 20     | 21     | 22     |
| ------- | ------ | ------ | ------ | ------ | ------ | ------ | ------ | ------ | ------ | ------ | ------ | ------ | ------ | ------ | ------ | ------ | ------ | ------ | ------ | ------ | ------ | ------ |
| Позиція | 2      | 2      | 4      | 7      | 5      | 7      | 6      | 6      | 7      | 10     | 14     | 22     | 24     | 25     | 40     | 45     | 43     | 40     | 66     | 66     | -      | 81     |

| Країна (2007) | Позиція |
| ------------- | ------- |
| Італія        | 13      |

| Країна | Статус     | Продаж/екз. |
| ------ | ---------- | ----------- |
| Італія | Платиновий | 320000      |

## Видання
| Назва                                                             | Лейбл                                    | Маркування    | Країна | Рік  |
| ----------------------------------------------------------------- | ---------------------------------------- | ------------- | ------ | ---- |
| Dormi Amore (La Situazione Non È Buona) (CD, RM)                  | Clan Celentano                           | CLN 2058-2    | Італія | 2007 |
| Dormi Amore (La Situazione Non È Buona) (CD, Dig)                 | Clan Celentano                           | CLN 2058-2    | Європа | 2007 |
| Dormi Amore (La Situazione Non È Buona) (CD, RM, Unofficial, Dig) | Clan Celentano                           | 18489         | Росія  | 2007 |
| Dormi Amore (La Situazione Non È Buona) (CD, Unofficial)          | Clan Celentano                           | CLN 2058-2    | Росія  | 2007 |
| Dormi Amore (La Situazione Non È Buona) (LP)                      | Clan Celentano                           | CLN 2058-1    | Європа | 2007 |
| Dormi Amore (La Situazione Non È Buona) (CD, RE)                  | Clan Celentano Arnoldo Mondadori Editore | CLN 2083-CCC  | Італія | 2011 |
| Dormi Amore (La Situazione Non È Buona) (CD, RE)                  | Clan Celentano                           | CLN 2058      | Росія  | 2012 |
| Dormi Amore (La Situazione Non È Buona) (CD, RE)                  | Universal                                | 3259130004748 | Європа | 2012 |